# Foz-Calanda
Pour les articles homonymes, voir Foz.
Foz-Calanda est une commune d’Espagne, dans la province de Teruel, communauté autonome d'Aragon comarque de Bajo Aragón.